# Volintiri, Ștefan Vodă
Volintiri este un sat din raionul Ștefan Vodă, Republica Moldova. La 1930 era reședință de plasă în Județul Cetatea-Albă și avea în componența sa partea de sud al actualului raion Ștefan Vodă.

## Istorie
Istoria satului Volintiri, așezat în Valea Bebei, se împarte în două perioade și anume: până la războiul ruso-turc din 1806-1812 și, de atunci încoace, când a fost repopulat ultima oară, primind numele Volontirovca.

### Perioada dominației otomane
Istoria satului vechi, care s-a numit „Bebei”, ceea ce în turcă înseamnă satul mare, încă e puțin cercetată.
Legenda locală spune că satul ar fi din vremea neamului domnesc al Bogdanilor, adică, de când Cetatea Albă a ajuns să fie a Moldovei și când, de acolo până la Suceava s-a făcut drum de primă însemnătate statală. Iar unde acest drum trecea Valea Bebei s-a așezat acest sat care, din cauza vremurilor tulbure a trei secole de dominație otomană, avea să fie pustiit și repopulat de câteva ori și de diferite popoare. Cercetările istorice făcute, până când, confirmă legenda.
În 1484 ținutul Cetății Albe a trecut sub stăpânirea otomană, numindu-se tot așa, în turcă - Akkerman, populația dominantă fiind tătarii, ce au numit câmpia tot așa, în limba lor - Bugeac. După acest an de război, 1484, satul Bebei a rămas un loc pustiu. Cercetările istoricului I. Chirtoagă arată că și în vremea dominației otomane aici au locuit moldoveni. În 1526 caravana unui negustor ce ducea marfă de la Cetatea Albă la Suceava, a făcut popas în cătunul Bebei.
Către sfârșitul epocii fanariote, adică înainte de ultimul război ruso-turc (1806-1812), pământul satului Bebei era un loc pustiu, fiind o parte din „loturile libere nr. 8 și 9 în Bugeac", scrie istoricul băștinaș S. M. Ceapchi.

### Perioada Rusiei Țariste, 1812-1918
Fondarea satului nou, Volontirovca pe locul celui vechi, Bebei, începe cu sfârșitul ultimului război ruso-turc (1806-1812), după care Moldova dintre Nistru și Prut a trecut de sub turci sub Imperiul Rus. Aici au fost să fie stabiliți cu traiul cazaci și voluntari de război, din Armata Imperiului Rus, în majoritate, moldoveni, inclusiv din mediul boierimii sau nobilimii Moldovei .
Istoricul I. A. Anțupov scrie: ,,De rând cu cazacii de dincolo de Dunăre în război de partea Rusiei au participat și voluntari din diferite regiuni ale peninsulei Balcanice... Aceștia în 1824 s-au statornicit în mlaștina Radoi și Babei. Așezarea lor până în 1827 se numea Radoi-Babeim, ulterior era redenumită în Volontirovca, care posterior devine staniță principală a cazacilor de dincolo de Dunăre" (T. Țopa, I. Leașco, Șt. Efremov, LRM, Chișinău, Vol. 15, p. 320).
Istoricul S. M. Ceapchi adăogă că Anghel Babanov, căpitan și delegat al cazacilor zaporojeni, după cereri de mai mulți ani, obține, în 1824, de la M. S. Voronțov, dreptul pentru cazacii de peste Dunăre și pentru voluntarii veterani, de a trăi în Valea Bebei din județul Akkerman (Ibidem, 321-322). 
Dar locul vechiului sat a fost repopulat încă pe timpul războiului, în 1807, cum arată istoricul V. Nicu; iar datele din Dicționarul Statistic al Basarabiei, p. 76, arată că satul a fost reînființat în 1816 de generalul Vasilescu (Ibidem, p. 321). Altfelzis, în 1824 a fost să fie recunoașterea oficială a satului oricum repopulat. 
În 1827 a fost un nou val de populare a noii comunități de veterani, anume 144 familii, de această dată mai mult moldoveni și redenumirea localității, din Radoi-Babeim în Volontirovca (Ibidem, p. 320).
Se pare că o parte din noii locuitori au fost urmași ai celor de mai nainte, ce s-au tras la pământul strămoșesc, unde nu li se permitea a locui. Aceasta ar putea fi, deoarece încă multă vreme noua localitate era numită: de localnici, mai mult cu numele vechi, cel nou figurând mai mult în actele vremii.
Preotul Alexandru (Buruianov), ce a slujit în a doua jumătate a secolului XIX, a cercetat din istoria satului, pe cât a putut - date și fapte, credință și obiceiuri, descriere geografică... El arată că, în 1827-1830, în sat erau cca 75 enoriași ortodocși, înscriși la biserica din satul vecin, Copceac (Ibidem, 319-320).
Istoricul Zamfir Arbore, însemnând mai mult decât i-a cerut statistica vremii la acest sat, ne-a lăsat o descriere de mare valoare: 
,,Bebei sau Volontirovca, fostă seliște a cazacilor... Este centru administrativ al volostei Volontirovca, nume puțin cunoscut de locuitori, dar recunoscut oficial. Se află așezat pe pârâul Bebei... Târgușorul este construit ceva mai jos de Vadul lui Traian, care se începe la 30 verste de râul Nistru, lângă satul Copanca, și locul de seliște al târgușorului se întinde, împreună cu două piețe de bănci, în lungime de peste 4km și în lățime de 1km. De la Chișinău, pe șosea până la Bebei, 75 verste, de la Akkerman, 60 verste. Înălțimile dinspre Sud-Est, numite dealurile Căușenilor, au pe alocuri niște movile, în număr de 29, care, după părerea arheologilor, sunt rămășițe funerare scitice, unele din aceste movile au numiri recente, astfel una se numește Mojila Suvorov, alta Mojila Osovski. Cea dintâi în onoarea marelui general rus, cea din urmă în amintirea unui cazac, care a trăit pe la 1830 și și-a făcut o vizuină de tâlhar pe acea movilă, de unde se scobora pentru a jefui... Întreaga câmpie a Bugeacului unde se află târgușorul Volontirovca, în secolul al XVI-lea și al XVII-lea, a fost bântuită de puhoiul tătarilor, care au stat până pe la 1768-1774, când au părăsit aceste locuri definitiv. Una din hotarele tătărești a ocupat și locurile, unde se află târgușorul actual și unde pe acele vremi a existat o seliște numită Bebei. Rămășițele domniei tătarilor se mai zăresc pe aici și acum... din puțuri vechi, din fântâni, din dărâmături numite seliști, precum este aceea ce există pe partea N.-E. a pârâului Bebei, unde s-au păstrat șanțuri și movile, cunoscute sub numele de Gura-Alău și Mojila-Rădoi, după numele unui mocan, care, pe la 1820, păștea aici turmele sale de oi. Pe aceste locuri, pe la 1827, a locuit mazilul Axentie Mihăiluță, despre care până acum (1904) poporul povestește legende privitoare la comorile tătarilor. 
La 1807, niște cazaci zaporojeni, care au părăsit Rusia pe timpul Ecaterinei a II-a, după distrugerea Secei de la Nipru și s-au așezat în Dobrogea, au cerut voie de la Împăratul Rusiei de a se întoarce îndărăt... Pe la 1829; formată din rămășițele cazacilor numiți Usti-Dunaischie și Budjakschie... a ocupat locurile părăsite de tătărimea din Bugeac. Împăratul Nicolae I i-a adăpostit aici, și din ordinul imperial s-au întemeiat trei stanițe (seliști) și șapte cătune de cazaci, și anume: Acmanhot, Volontirovca, Staro-Cazacia, Mihailovca, Constantinovca, Novo-Troițcoe, Nicolaeca, Petrovca, Cair și Faraonovca. Toate aceste seliști s-au populat atât de către cazacii din Dobrogea, care au trădat Turcia... cât și de o mulțime de moldoveni, greci, albanezi și chiar țigani. Din aceștia din urmă... la Cair și Faraonovca.
La 1868, decembrie 3, a apărut un Ukaz (ordin) imperial, prin care s-a desființat căzăcimea... Pământul dat acelor colonii a rămas că proprietate a obștii și nu individuală.
Țăranii din Volontirovca posedă astăzi (1904) 10928 desetine de pământ, iar biserica din târgușor avea 102 desetine. Această biserică a fost zidită abia la 1862. Printre cărțile bisericești se află o evanghelie în limba română tipărită la Sibiu, în 1806, o carte de rugăciuni, fără dată și locul unde s-a tipărit, dar foarte veche... Aceste cărți dovedesc cum că până la 1841 în biserică s-a oficiat Sfânta liturghie în limba Țării, apoi pe la 1856 s-a întrodus limba rusă. În biserică se află drapelele desființatei armatei căzăcești... Sunt multe vii... Numărul caselor 673; biserică, două școli elementare. Țăranii posedă 470 cai, 964 vite mari, 390 porci și 297 oi.
Are un spital și o judecătorie de pace și e centrul volostei" (Z. Arbore, Dicționarul Geografic al Basarabiei, Chișinău, 1904//T. Țopa, I. Leașco, Șt. Eframov, LRM, Chișinău, Vol. 15, p. 316-319).
În 1877 ,,târgușorul a fost locuit de 1118 bărbați și 1126 femei moldoveni, 287 bărbați și 246 femei ruteni, 44 bărbați și 34 femei țigani, 144 suflete ruși și alte neamuri, 70 suflete ovrei". 
În 1904 erau în sat 4045 locuitori (Ibidem, p. 319); iar în 1905 - 4811 locuitori (Ibidem, p. 323).

## Demografie

### Structura etnică
Structura etnică a localității conform recensământului populației din 2004:
| Grup etnic                                               | Populație | % Procentaj  |
| -------------------------------------------------------- | --------- | ------------ |
| Băștinași declarați Moldoveni Băștinași declarați Români | 3983 6    | 98,18% 0,15% |
| Ucraineni                                                | 24        | 0,59%        |
| Ruși                                                     | 16        | 0,39%        |
| Bulgari                                                  | 11        | 0,27%        |
| Țigani                                                   | 9         | 0,22%        |
| Găgăuzi                                                  | 5         | 0,12%        |
| Alții                                                    | 3         | 0,07%        |
| Total                                                    | 4057      |              |

## Administrație și politică
Componența Consiliului local Volintiri (13 consilieri), ales la 5 noiembrie 2023, este următoarea:
|  | Partid                                       | Consilieri | Componență | Componență | Componență | Componență | Componență | Componență |
|  | -------------------------------------------- | ---------- | ---------- | ---------- | ---------- | ---------- | ---------- | ---------- |
|  | Partidul Acțiune și Solidaritate             | 6          |            |            |            |            |            |            |
|  | Partidul Socialiștilor din Republica Moldova | 3          |            |            |            |            |            |            |
|  | Partidul Social Democrat European            | 2          |            |            |            |            |            |            |
|  | Partidul Democrația Acasă                    | 1          |            |            |            |            |            |            |
|  | Candidat independent VERA GHERASIMOV         | 1          |            |            |            |            |            |            |

## Personalități
- Dumitru Dragomir, om politic român, membru al Sfatului Țării
- Maria Bieșu, cântăreață de operă.
- Nicolae Hodină, parodist

## Vezi și
- Raionul Volintiri
- Plasa Volintiri, județul Cetatea-Albă
- Volost Volintiri(uk)